# Jakość kwalifikacji (Polska Rama Kwalifikacji)

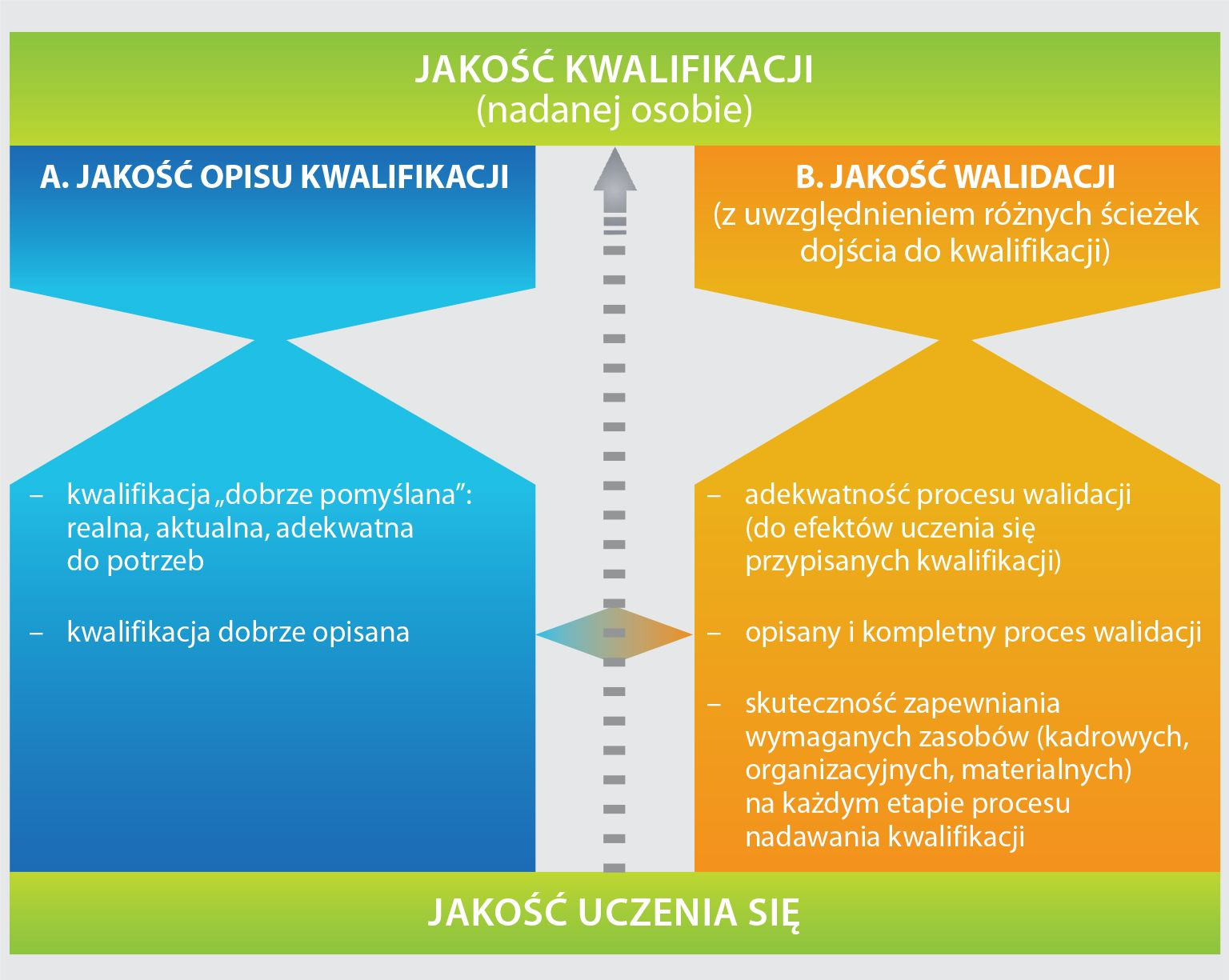
Zapewnianie jakości kwalifikacji w zintegrowanym systemie kwalifikacji

Jakość kwalifikacji (ang. quality of a qualification) – przez jakość kwalifikacji rozumie się jej funkcjonalność dla osób, które ją uzyskały lub starają się ją uzyskać, oraz dla otoczenia społecznego, w którym dana kwalifikacja funkcjonuje.
Definicja jakości kwalifikacji odnosi się do projektu Polskiej Ramy Kwalifikacji, realizowanego przez Instytut Badań Edukacyjnych.
Jakość kwalifikacji nadanej konkretnej osobie zależy od tego, czy:
- kwalifikacja jest dobrze zaprojektowana, to znaczy adekwatna do potrzeb osób uczących się, rynku pracy i potrzeb społecznych,
- kwalifikacja jest dobrze opisana, to znaczy opisana zgodnie z przyjętym standardem opisu kwalifikacji,
- przeprowadzona walidacja kompetencji wymaganych dla danej kwalifikacji była dobrej jakości (adekwatna do charakteru kwalifikacji, rzetelna, kompletna, wspierana przez mechanizmy zapewniania jakości)[1].

Na jakość nadawanych kwalifikacji niewątpliwy wpływ ma również proces uczenia się/kształcenia.
Założenia dotyczące zapewniania jakości kwalifikacji
W prowadzonych praca przyjęto założenie, że celem zapewniania jakości jest zagwarantowanie poprawności i doskonalenia procesów oraz funkcjonowania podmiotów odpowiedzialnych za te procesy. Odpowiada to koncepcji cyklu doskonalenia zaprojektowanej przez Williama Edwarda Deminga, zgodnie z którą zapewnianie jakości obejmuje cały proces od momentu jego zaplanowania, poprzez jego realizację i ewaluacyję, po doskonalenie tego procesu. Ujęcie to pokazuje również dynamiczny charakter zapewniania jakości, której nie można sprowadzić do jednorazowej kontroli (Travers 2007, s. 13).
Podobnie sam system zapewniania jakości kwalifikacji nie jest tworem statycznym, musi on stale się zmieniać i doskonalić, aby mógł realizować postawione przed nim cele. Dobrze funkcjonujący system zapewniania jakości zwiększa wiarygodność kwalifikacji. W związku z tym proponuje się, aby jego rozwijanie przebiegało na podstawie następujących założeń:
1. określenie ogólnych zasad zapewniania jakości kwalifikacji oraz zasad zapewniania jakości wymagań dla kwalifikacji i zasad zapewniania jakości walidacji powinno być zadaniem państwa.

2. Rozwiązania w zakresie zapewniania jakości kwalifikacji powinny być doskonalone odpowiednio do zachodzących przemian cywilizacyjnych

3. Opisywanie i nadawanie wszystkich kwalifikacji ujętych w Zintegrowanym Rejestrze Kwalifikacji powinno podlegać ogólnym zasadom zapewniania jakości kwalifikacji.

4. W zakresie wymagań dotyczących zapewniania jakości zintegrowany system kwalifikacji powinien gwarantować równe traktowanie:
- wszystkich dziedzin działalności (branż)
- wszystkich rodzajów publicznych i niepublicznych podmiotów zaangażowanych w proces wprowadzania do ZSK i nadawania kwalifikacji.

5. Zintegrowany system kwalifikacji powinien być rozwijany w taki sposób, aby w jego ramach nadal mogły funkcjonować już istniejące dobre rozwiązania w zakresie zapewniania jakości kwalifikacji.

6. Zapewnianie jakości powinno być procesem współpracy angażującym zainteresowane strony. Niezbędne jest zapewnienie stałego udziału osób posiadających doświadczenie praktyczne (przede wszystkim pracodawców i osób czynnie wykonujących zawód.

7. wymagania dotyczące budowy i funkcjonowania systemu zapewniania jakości powinny uwzględniać kryterium efektywności ekonomicznej.
Ogólne zasady zapewniania jakości kwalifikacji w zintegrowanym systemie kwalifikacji
1. Jakość kwalifikacji – zasady zapewniania jakości kwalifikacji nie determinują szczegółowych rozwiązań w zakresie zapewniania jakości kwalifikacji, które powinny być wypracowywane z uwzględnieniem specyfiki kwalifikacji.
2. Partycypacji interesariuszy – zapewnianie jakości angażuje przedstawicieli wszystkich zainteresowanych środowisk.
3. Doskonalenia opisów kwalifikacji – opisy kwalifikacji wpisane do Zintegrowanego Rejestru Kwalifikacji powinny być monitorowane i okresowo aktualizowane.
4. Doskonalenia procesów walidacji – procesy walidacji powinny być monitorowane i odpowiednio modyfikowane.
5. Doskonalenia systemów zapewniania jakości – systemy zapewniania jakości powinny być monitorowane i odpowiednio modyfikowane.
6. Adekwatności walidacji – proces walidacji powinien być dostosowany do specyfiki i poziomu kwalifikacji oraz do formy uczenia się osób ubiegających się o kwalifikację.
7. Odpowiedzialności za jakość kwalifikacji – każda jednostka uczestnicząca w procesach związanych z ustanawianiem i nadawaniem kwalifikacji jest odpowiedzialna za jakość kwalifikacji.
8. Przeciwdziałania konfliktom interesów – w celu przeciwdziałania konfliktom interesów w ustanawianiu i nadawaniu kwalifikacji należy odpowiednio rozdzielać procesy i organizować ich przebieg.
9. Spójne rozwiązania wewnętrzne i zewnętrzne – każdy proces związany z ustanawianiem i nadawaniem kwalifikacji powinien być objęty wewnętrznymi i zewnętrznymi rozwiązaniami służącymi zapewnianiu jakości, które są ze odpowiednio powiązane.
10. Jawność – informacje na temat kwalifikacji, procesów oraz jednostek uczestniczących w procesach związanych z ustanawianiem i nadawaniem kwalifikacji, a także na temat zapewniania jakości kwalifikacji, powinny być powszechnie dostępne.
Czynniki warunkujące jakość kwalifikacji